# Heteromastax stylifera
Heteromastax stylifera är en insektsart som beskrevs av Marius Descamps 1965. Heteromastax stylifera ingår i släktet Heteromastax och familjen Episactidae. Inga underarter finns listade i Catalogue of Life.